# Xhezair Dafa
Xhezair Dafa (ur. 24 stycznia 1940 we wsi Borsh k. Sarandy, zm. 4 lutego 2020 w Tiranie) – albański reżyser i aktor. 

## Życiorys
Ukończył szkołę budowlaną, a następnie rozpoczął studia w szkole aktorskiej im. Aleksandra Moisiu przy Teatrze Ludowym w Tiranie. W 1966 zaczął pracę w Studiu Filmowym Nowa Albania jako asystent reżysera przy produkcji filmów fabularnych: Komisari i Drites i Ngadhnjim mbi vdekjen. Grał także małe role w filmach, przy których pracował jako asystent reżysera. Pierwszym filmem fabularnym zrealizowanym samodzielnie była filmowa pantomima: Odisea e tifozavet. Zrealizował 5 filmów fabularnych i 25 filmów dokumentalnych. Od 1987 r. pracował w albańskim Archiwum Państwowym (Arkivi i Shtetit), w którym zajmował się archiwizacją zasobów filmowych. W 1993 przeszedł na emeryturę.
Był żonaty (żona Bulja), miał syna Alkida.

## Filmy fabularne
- 1972: Odiseja e tifozavet
- 1974: Duke kerkuar peseoreshin
- 1977: Nje udhetim i veshtire
- 1979: Keshilltaret
- 1980: Intendenti

## Filmy dokumentalne
- 1967: Ne ndihme te kooperativave malore (Z pomocą dla górskich kooperatyw)
- 1967: Iniciativat krijuese te masave (Wiodąca inicjatywa mas)
- 1970: Kujdes ! (Uwaga !)
- 1970: Aksionistet ne bregdet (Ochotnicy na wybrzeżu)
- 1971: Qyteze e re, njerez te rinj (Nowe miasto, młodzi ludzie)
- 1972: Perla e Jugut (Perła Południa)
- 1973: Urbanistika e fshatit tim (Urbanistyka mojej wsi)
- 1976: Drejt drites (W stronę światła)
- 1977: Blerim i ri ne fshat (Nowy Blerim we wsi)
- 1978: 1 maja 1978
- 1981: Industria jone kimike (Nasz przemysł chemiczny)
- 1981: Rruga e nje kombinati (Droga do kombinatu)
- 1983: Gjithmone zgjuar (Zawsze gotowy)
- 1984: Po lufton Idriz Seferi (Tak walczy Idriz Seferi)
- 1984: Kultivimi i peshkut (Hodowla ryb)
- 1984: Leter nga Komani (List z Koman)
- 1985: Per shendetin e popullit (Dla zdrowia ludu)
- 1986: Bleron kjo lulja e Jonit
- 1986: Ne zemer te Dibraneve (W sercu Dibran)